# Hemiscolopendra laevigata
Hemiscolopendra laevigata är en mångfotingart som först beskrevs av Carl Oscar von Porat 1876.  Hemiscolopendra laevigata ingår i släktet Hemiscolopendra och familjen Scolopendridae. Inga underarter finns listade i Catalogue of Life.